# Strophurus intermedius
Strophurus intermedius är en ödleart som beskrevs av  Ogilby 1892. Strophurus intermedius ingår i släktet Strophurus och familjen geckoödlor. Inga underarter finns listade i Catalogue of Life.